# Michaël Hirsch
Pour les articles homonymes, voir Hirsch.
Michaël Hirsch, né le 7 décembre 1987 à Metz, est un comédien, humoriste, auteur et chroniqueur français.

## Biographie
Michaël Hirsch grandit à Metz, en Moselle puis fait ses études à Reims. Il est diplômé de l’école de commerce Sup de Co Reims.
De 2011 à 2013, il est élève de Jean-Laurent Cochet et de Jos Houben au Cours Jacques Lecoq.
En 2012, il joue dans Votre Maman de Jean-Claude Grumberg, mise en scène par Charles Tordjman aux côtés de Pierre Arditi, Christine Murillo et Dominique Pinon. La pièce est enregistrée et diffusée sur France Culture.
En 2012, il rejoint la troupe The Big Cat Company, créée par Pierre Boucard. Ce dernier met en scène Le Paquebot Tenacity de Charles Vildrac. M. Hirsch participe à la mise en scène et y joue le rôle du matelot anglais.
En 2014, il crée POURQUOI?, son premier spectacle seul-en-scène, qui se joue pendant 7 mois au Théâtre Les Déchargeurs à Paris.
Depuis 2015, il travaille avec Ivan Calbérac qui devient le co-auteur et le metteur en scène de POURQUOI?. Cette version enrichie du spectacle est jouée au Festival Off d'Avignon en 2015, 2016 et 2017 et repris à Paris au Studio Hébertot, puis au Lucernaire. Ce spectacle lui permet de devenir le lauréat du grand prix du Jury 2016 du 35e festival d'humour à Vienne ainsi que celui du grand prix de l'humour 2016 du 27e Festival de Morges-Sous-Rire.
En 2016, il crée sa chaine Youtube. Ses vidéos sont remarquées par le Huffington Post qui décide de les publier chaque semaine.
Depuis 2017, il tient une chronique hebdomadaire dans la matinale d'Europe 1 intitulée Lettre ou ne pas Lettre.
En 2018, il est au Studio des Champs-Elysées avec son spectacle POURQUOI?.
En 2019, il crée son nouveau spectacle JE PIONCE DONC JE SUIS au festival d'Avignon, puis au Lucernaire et qu'il joue depuis en tournée dans toute la France.
En 2020, pendant le confinement lié au Covid, il crée "Prenons un peu d'auteur" un rendez-vous quotidien en direct où il fait la lecture de grandes œuvres. Il crée également le personnage du Professeur Rajout dans des vidéos parodiques qui comptabilise à ce jour plus 5 millions de vues.
Depuis 2021, il publie quotidiennement des mots d'esprit sur l'actualité sur ses réseaux sociaux.
En 2022, il joue dans Le Montespan, d'après Jean Teulé, crée au Théâtre de la Huchette puis au Théâtre du Gymnase Marie-Bell.

## Carrière

### Spectacle
- POURQUOI? : Seul-en-scène mis en scène par Ivan Calbérac
  - 2014 :Théâtre Les Déchargeurs à Paris
  - 2015 : Théâtre Essaïon (Festival Off d'Avignon) et au Studio Hébertot
  - 2016 :  au Lucernaire, au Théâtre du Roi-René (Festival Off d'Avignon) et en Tournée
  - 2017 :  reprise au Lucernaire, au Théâtre du Roi-René (Festival Off d'Avignon) et en Tournée
  - 2018 : au Studio des Champs-Elysées et en Tournée
  - 2019 : au Théâtre de l'Œuvre et en Tournée
  - 2020/22 : en Tournée
- JE PIONCE DONC JE SUIS : Seul-en-scène mis en scène par Clothilde Daniault, co-écrit avec Ivan Calbérac
  - 2019 : au Théâtre du Roi-René (Festival Off d'Avignon), au Lucernaire.
  - 2020/22 : en Tournée

### Théâtre
- 2012 : Votre Maman de Jean-Claude Grumberg, mis en scène par Charles Tordjman
- 2012 : Le Paquebot Tenacity de Charles Vildrac, mis en scène par Pierre Boucard
- 2022 : Le Montespan, d'après Jean Teulé, mis en scène par Étienne Launay, Théâtre de la Huchette puis Théâtre du Gymnase Marie-Bell.

### Radio
- Depuis septembre 2017 sur Europe 1, Lettre ou ne pas Lettre, chronique hebdomadaire dans la matinale animée par Raphaëlle Duchemin.

### Livres
- POURQUOI?, aux éditions Les Cygnes, est le texte de son spectacle ;
- Michaël Hirsch, Ivan Calbérac et Elsa de Saignes, Lettre ou ne pas lettre, Paris, Plon, 2017, br., 180, 13,2 × 20,1 cm (ISBN 9782259253215, présentation en ligne, lire en ligne), est un recueil de ses chroniques.

## Récompenses
- 2016 : grand prix du jury du Festival d'humour à Vienne
- 2016 : grand prix de l'humour 2016 du Festival de Morges-Sous-Rire
- 2018 : Élu à l'Académie Alphonse-Allais